# Scaptius prumaloides
Scaptius prumaloides är en fjärilsart som beskrevs av Rothschild 1909. Scaptius prumaloides ingår i släktet Scaptius och familjen björnspinnare. Inga underarter finns listade.